# Eucalyptus coolabah

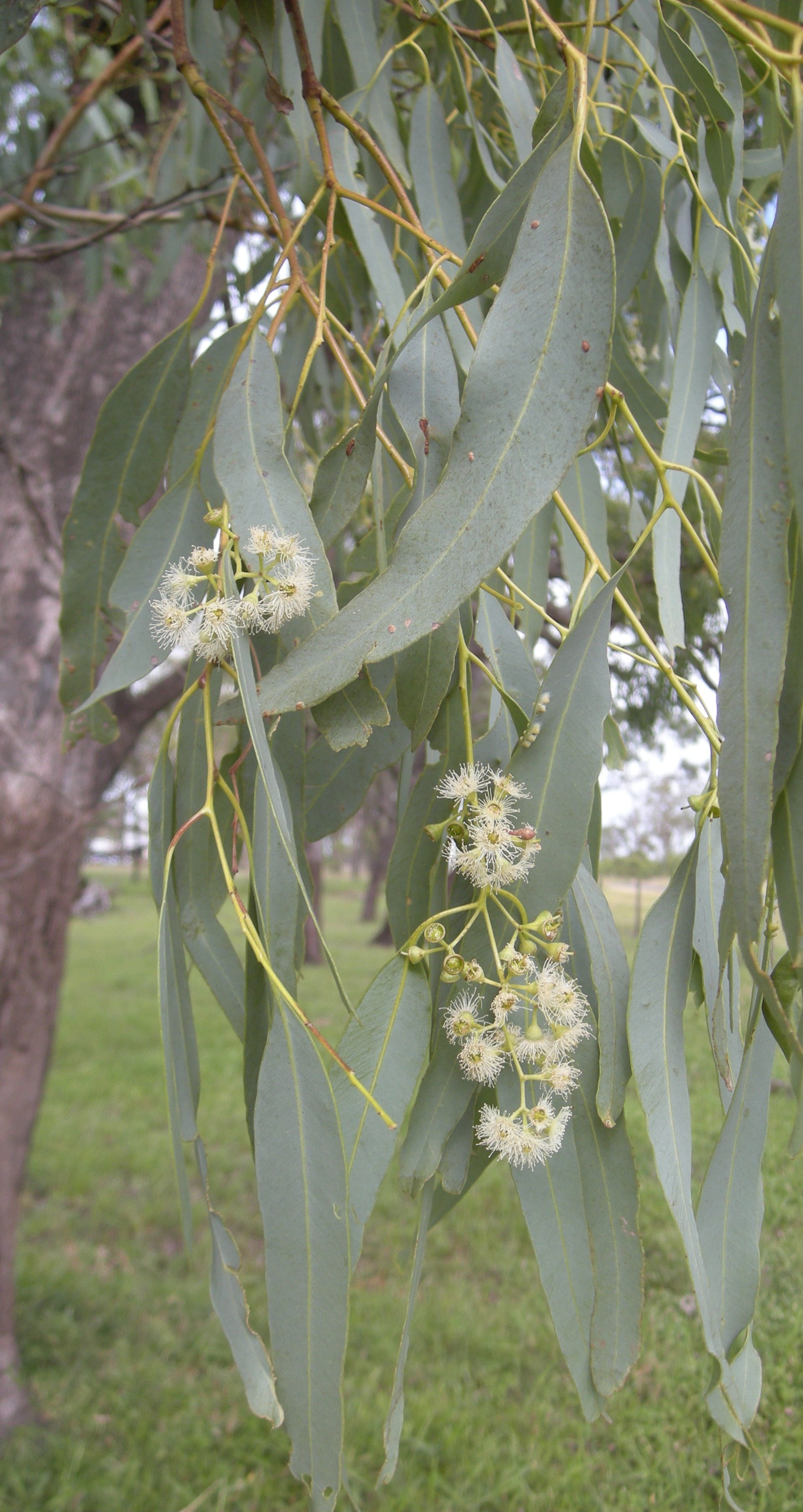
Follaje y flores

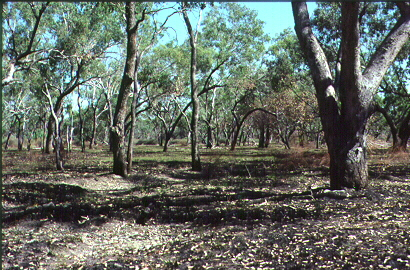
Bosques de coolibah en una llanura aluvial en el norte de Australia

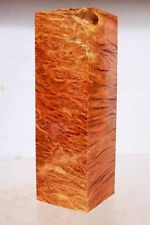
Corte de duramen aserrado de un coolabah

Eucalyptus coolabah, comúnmente conocido como coolibah o coolabah, es una especie de árbol que habita en el interior del este de Australia. Tiene corteza rugosa en parte o en todo el tronco, corteza lisa en polvo de color crema a rosa en la parte superior, hojas adultas en forma de lanza a curvadas, botones florales en grupos de siete y frutos hemisféricos o cónicos.

## Descripción
Eucalyptus coolabah es un árbol que normalmente crece hasta una altura de 20 m y tiene una corteza gris dura, fibrosa a escamosa, con manchas blanquecinas en parte o en todo el tronco y, a veces, en las ramas más grandes. La corteza superior es lisa y polvorienta, de color blanco a crema, gris pálido o rosa y que se desprende en tiras cortas. Los rebrotes de plantas jóvenes y vástagos por lo general tienen tallos que son más o menos cuadrados en sección transversal, con hojas lanceoladas de un tono azulado opaco, de 40–130 mm de largo y 5–30 mm de ancho.  Las hojas adultas son del mismo color verde opaco a azulado o grisáceo en ambos lados, en forma de lanza a curvadas, 80–170 mm de ancho en un pecíolo de 8–20 mm de largo.
Los botones florales están dispuestos en una inflorescencia ramificada en las axilas de las hojas con grupos de siete botones en cada rama. Cada rama tiene un pedúnculo de 3–10 mm de largo, cada yema en un pedicelo de 1–4 mm de largo. Los brotes maduros son ovalados, a menudo glaucos, de 3–5 mm de largo y 2–4 mm de ancho con un opérculo cónico. La floración se ha registrado en la mayoría de los meses y las flores son blancas. El fruto es una cápsula de 2–4 mm (de largo y 3–5 mm de ancho en un pedicelo de 1–3 mm de largo con las válvulas sobresaliendo más allá del borde.
Eucalyptus coolabah es muy similar a E. microtheca, que tiene una corteza rugosa en las ramas más pequeñas, y a E. victrix, que tiene una corteza lisa en toda su extensión.

## Taxonomía y denominación
Eucalyptus coolabah fue descrito formalmente por primera vez en 1934 por William Blakely y Maxwell Jacobs y la descripción se publicó en el libro de Blakely, A Key to the Eucalypts. El epíteto específico (coolabah) y el nombre común es un préstamo de la palabra aborigen australiana Yuwaaliyaay, gulabaa.

## Distribución y hábitat
Coolibah se encuentra en el oeste de Nueva Gales del Sur, el centro de Australia Meridional, la región de Kimberley en Australia Occidental, el oeste de Queensland, y del sur al centro del Territorio del Norte .
El árbol se encuentra en llanuras y riberas de arroyos y riachuelos intermitentes ocasionalmente inundados y con mucha suciedad que, por lo general, no fluyen con la frecuencia suficiente para sustentar la goma roja del río, E. camaldulensis.

## Usos
La madera normalmente tiene una densidad de 900 a 1100 kilogramos por metro cúbico (56 a 69 lb/ft³) . El duramen es de color marrón rojizo y mucho más oscuro que la albura. Los aborígenes australianos usaban la madera para hacer lanzas, aparatos para hacer fuego, palos para mensajes, coolamons (platos de madera) y armas arrojadizas. También obtendrían agua de la madera de las raíces.